# Hidari (illusztrátor)
Hidari (左; Jokohama, 1980. május 28. –) japán illusztrátor. Művésznevének jelentése „bal”, amivel a balkezességére utal.

## Jelentősebb munkái

### Light novelek
- Roman tantei: Sucuki joi Szaburó, 2. kötet (浪漫探偵・朱月宵三郎?) (író: Sindzsó Kazuma, kiadó: Fujimi Mistery Bunko)
- Uszocuki Mii-kun to kovareta Maa-csan (嘘つきみーくんと壊れたまーちゃん?) (író: Iruma Hitoma, kiadó: Dengeki Bunko)
- Silver Rain: Early Days, 2. kötet (シルバーレイン アーリーデイズ?) (író: Tomono Só, kiadó: Famitsu Bunko)
- Szaszami-szan@ganbaranai (ささみさん@がんばらない?) (író: Akira, kiadó: Gagaga Bunko)
- Tamako-szan to Kasiva-kun (多摩湖さんと黄鶏くん?) (író: Iruma Hitoma, kiadó: Dengeki Bunko)
- Szentó hakai gakuen Dangerous (戦闘破壊学園ダンゲロス?) (író: Kagami Kjószuke, kiadó: Powers Box)
- End Breaker! Sin no súen e micsibiku mono (エンドブレイカー!真の終焉へ導く者?) (író: Fudzsiszava Szanae, kiadó: Asahi Novels)
- Kinó va kanodzso mo koi siteta (昨日は彼女も恋してた?) (író: Iruma Hitoma, kiadó: Media Works Bunko)
- Asita mo kanodzso va koi vo szuru (明日も彼女は恋をする?) (író: Iruma Hitoma, kiadó: Media Works Bunko)
- Santa Company (サンタ・カンパニー?) (író: Fukusima Naohiro, kiadó: Poplar Pocket Bunko)
- Nidzsiiro Alien (虹色エイリアン?) (író: Iruma Hitoma, kiadó: Dengeki Bunko)
- Elysion: Futacu no rakuen vo mavaru monogatari (Elysion 二つの楽園を廻る物語?) (író: Sound Horizon, kiadó: Kadokawa Shoten)

### Asztali szerepjátékok
- Silver Rain RPG (シルバーレインRPG?) (Andó Jaszumicsi és a Group SNE, illusztrációk)
- End Breaker! (エンドブレイカー!?) (Group SNE)

### Videojátékok
- Remember 11: The Age of Infinity (KID, vezető szereplőtervező)
- Jukigatari (ゆきがたり?) (Tetra, vezető szereplőtervező)
- Stay: Anata no tonari ni (Stay ～あなたのとなりに～?) (Ocarina, szereplőtervező)
- CroXino (CroXino -クロシーノ-?) (Gcrest, illusztrációk)
- Tobe! Maihane kókó engeki-bu (翔べ!舞羽高校演劇部?) (Square Enix, szereplőtervező)
- Kaku-szan-szei Million Arthur (拡散性ミリオンアーサー?) (Square Enix, kártyatervező)
- Atelier Ayesha: The Alchemist of Dusk (アーシャのアトリエ 〜黄昏の大地の錬金術士〜?) (Gust, vezető szereplőtervező)
- Atelier Escha & Logy: Alchemists of the Dusk Sky (エスカ&ロジーのアトリエ 〜黄昏の空の錬金術士〜?) (Gust, vezető szereplőtervező)
- Toukiden: The Age of Demons (討鬼伝?) (Koei Tecmo, vezető szereplőtervező)
- Atelier Shallie: Alchemists of the Dusk Sea (シャリーのアトリエ 〜黄昏の海の錬金術士〜?) (Gust, vezető szereplőtervező)
- Civilization Revolution 2 Plus (2K Games, szereplőtervező, borító)[1]
- Fate/Grand Order (Type-Moon, szereplőtervező)
- Fire Emblem Echoes: Shadows of Valentia (Intelligent Systems, szereplőtervező)

### Zenei lemezek borítói
- Hacune Miku no sósicu (初音ミクの消失?) (cosMo@BószóP)
- Exit Tune presents Vocalonexus feat. Hacune Miku (EXIT TUNES PRESENTS Vocalonexus feat.初音ミク?) (Vocalo Compi Series)
- Exit Tunes presents Gumism from Megpoid (válogatásalbum)
- Exit Tunes presents Kira hjakka rjóran butokai feat. Kamui Gakupo from Gackpoid (EXIT TUNES PRESENTS 煌百花繚乱舞踏会 feat. 神威がくぽ from がくっぽいど?) (válogatásalbum)
- thE2 (dódzsinzene, Diverse System)
- Exit Tunes presents Vocalonation feat. Hacune Miku (EXIT TUNES PRESENTS Vocalonation feat.初音ミク?) (Vocalo Compi Series)
- Exit Tunes presents Vocalodream feat. Hacune Miku (EXIT TUNES PRESENTS Vocalodream feat.初音ミク?) (Vocalo Compi Series)
- Glitter/Kamiuta (normál kiadás) (Morinaga Majumi)
- Exit Tunes presents Vocaloconnection feat. Hacune Miku (EXIT TUNES PRESENTS Vocaloconnection feat.初音ミク?) (Vocalo Compi Series)
- Hosi no sódzso to genszó rakudo (星ノ少女ト幻奏楽土?) (cosMo@BószóP)
- Exit Tunes presents Vocalosensation feat. Hacune Miku (EXIT TUNES PRESENTS Vocalosensation feat.初音ミク?) (Vocalo Compi Series)

### Animék
- Fractale (フラクタル?) (szereplőtervező)
- Ore no imóto ga konna ni kavaii vake ga nai (俺の妹がこんなに可愛いわけがない?) (a 4. epizód végefőcímének illusztrációi)
- Astarotte no omocsa! (アスタロッテのおもちゃ!?) (a 10. epizód illusztrációi)
- Nacuiro kiszeki (夏色キセキ?) (szereplőtervező)
- Kamiuta (神巫詞?) (tervezés, szereplőtervező, vezető animációs rendező)
- Vividred Operation (ビビッドレッド・オペレーション?) (koncepcionális terv)
- Atelier Escha & Logy: Alchemists of the Dusk Sky (エスカ&ロジーのアトリエ 〜黄昏の空の錬金術士〜?) (a 12. epizód end cardja)
- Gocsúmon va uszagi deszu ka?? (ご注文はうさぎですか???) (a 10. epizód end cardja)
- Santa Company (サンタ・カンパニー?) (szereplőtervező)[2]

### Egyebek
- Kikan Gelatin, 2011 tavasz (季刊GELATIN?) (Wanimagazine, borító)
- Onnanoko Database 2008 (おんなのこデータベース2008?) (Jive, borító)
- Macross the Musicalture (マクロス ザ・ミュージカルチャー?) (musical, szereplőtervező)
- Lawson×Ito En×Vocaloid: Vocalswan kampány (Lawson, kampányillusztrációk)
- Vocaloid 3 Library: Mayu (Exit Tunes, Inc., szereplőtervező, illusztráció)
- Fusigi no kuni Alice, 2013-as évi naptár (不思議の国のアリス?) (Amazon, borító)